# 志染の石室

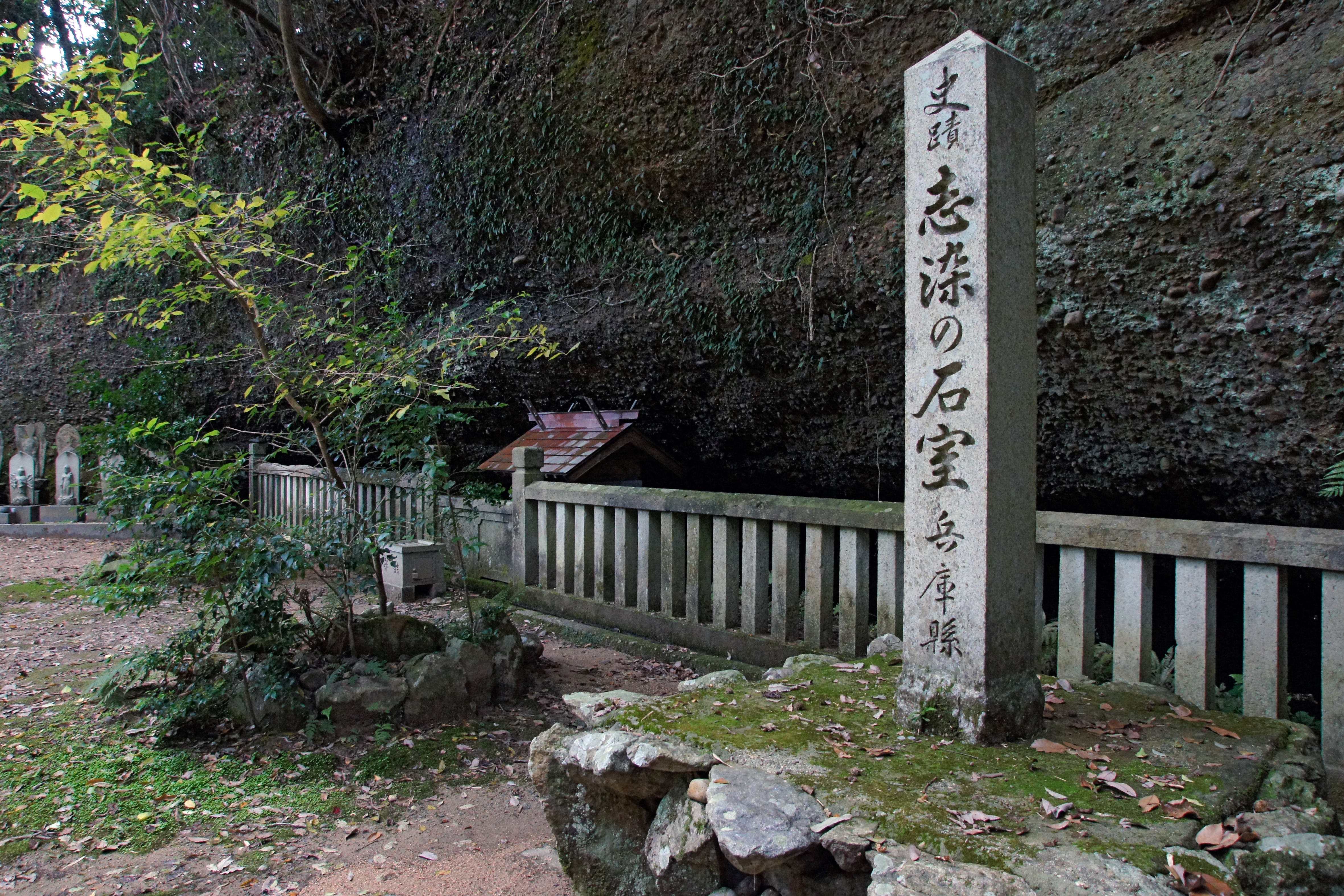
志染の石室

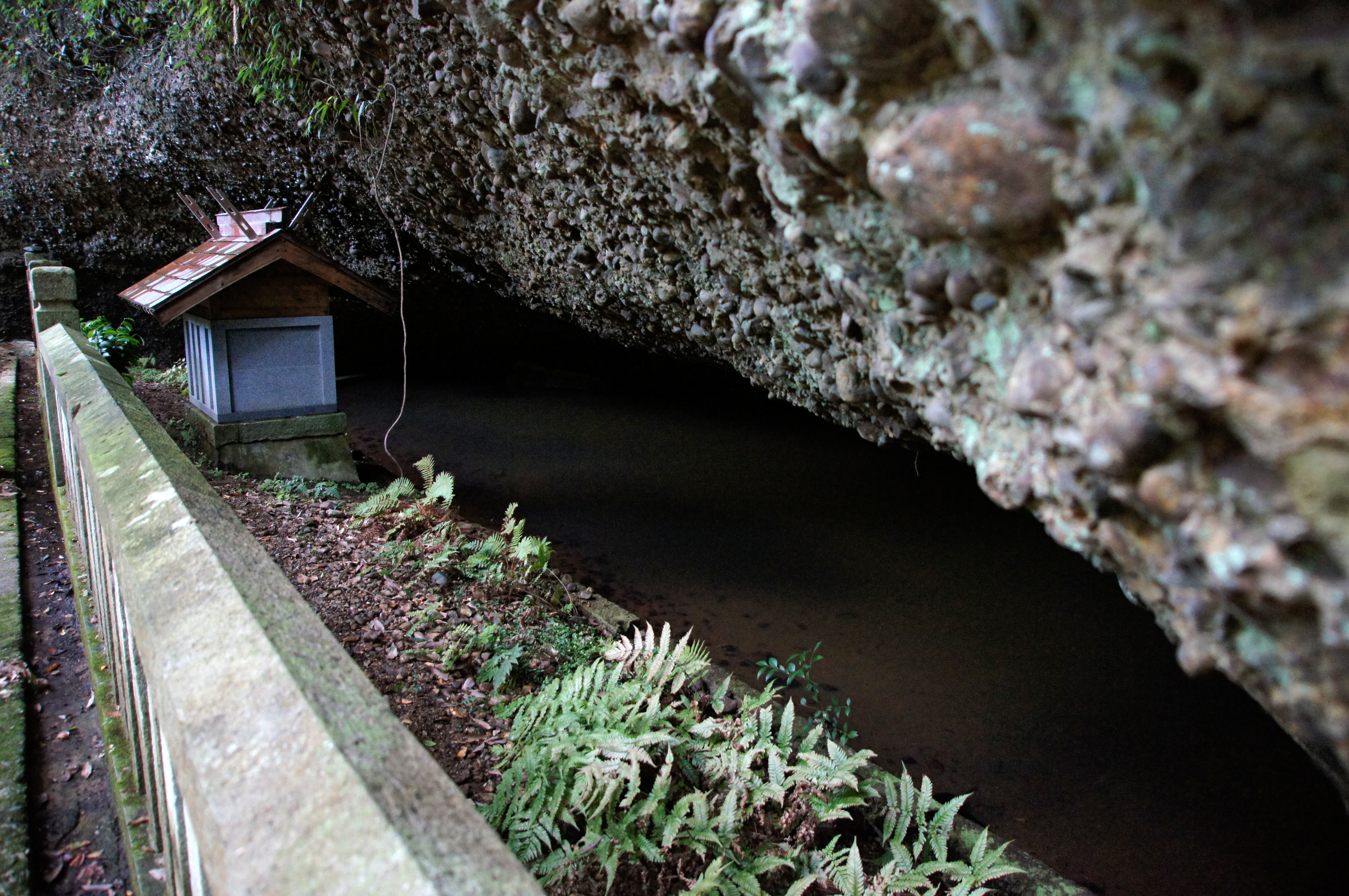
窟屋の金水

志染の石室（しじみのいわむろ）は、兵庫県三木市にある説話伝承地。
『播磨国風土記』美嚢郡志深里（しじみのさと）条によると5世紀頃、皇位継承争いで雄略天皇派に殺された市辺押磐皇子の二人の王子、後の23代顕宗天皇である袁奚と後の24代仁賢天皇である意奚の兄弟は志深（志染）の石室に隠れ住んだとされる。（『日本書紀』では「縮見山石室」と表記）。
ひかり藻が生息する石室の湧水は水面が金色に輝くことから「窟屋の金水」と呼ばれる。この現象は永らく観察できていなかったが、2002年頃から再び見られるようになった。

## 所在地
〒673-0503 兵庫県三木市志染町

## 交通アクセス
- 神戸電鉄粟生線三木駅から神姫バスで20分
- JR神戸線三ノ宮駅および阪急神戸本線神戸三宮駅、阪神本線神戸三宮駅、ポートライナー三宮駅から神姫バスで50分

## 周辺
- 御坂サイフォン橋
- 御坂神社